# Alan King Tennis Classic 1980
L'Alan King Tennis Classic 1980 è stato un torneo di tennis giocato sul cemento. È stata la 9ª edizione dell'Alan King Tennis Classic, che fa parte del Volvo Grand Prix 1980. Si è giocato a Las Vegas negli USA, dal 22 al 28 aprile 1980.

## Campioni

### Singolare
Björn Borg ha battuto in finale  Harold Solomon con il punteggio di 6–3, 6–1

### Doppio
Robert Lutz /  Stan Smith hanno battuto in finale  Wojciech Fibak /  Gene Mayer con il punteggio di 6–2, 7–5